# Хадиджа ас-Салами
Хадиджа ас-Салами (араб. خديجة السلامي‎, род. 11 ноября 1966 года в Сане, Йемен) — йеменская кинематографистка (режиссёр, продюсер, сценарист, оператор и звукорежиссёр), дипломатический работник и общественный деятель. Считается первой женщиной-кинопродюсером и женщиной-режиссёром Йемена.

## Биография и карьера
Хадиджа ас-Салами родилась в Сане в 1966 году (в период гражданской войны в северном Йемене) в бедной мусульманской семье. В 11-летнем возрасте её дядя Али ас-Салами насильно выдал её замуж за своего знакомого, человека в несколько раз старше её. Несмотря на заверения дяди её матери о договорённости, что брак девочки останется вплоть до её 14-летия чисто «хозяйственным», Хадиджа сразу после свадьбы претерпела несколько недель сексуального насилия, совершила попытку самоубийства и, в конце концов, сбежала от мужа (по другим описаниям, муж сам вернул её опекуну, устав от её сопротивления). Традиционно расценивая это как «позор семье», большая часть её семьи (кроме матери, в своё время выданной замуж ещё в более раннем возрасте) отреклась от девочки.
Не обладая семейной поддержкой и не имея особой возможности опереться на мать (в одиночку воспитывавшей ещё несколько детей), девочка искала работу, чтобы заработать на жизнь. По рекомендации знакомого, она попробовалась на местной студии, где искали юную ведущую для детской телепрограммы. Выиграв кастинг, Хадиджа с 1977 по 1982 год совмещала учёбу в школе по утрам с дневной и вечерней работой на телевидении, сначала в детском секторе, а потом и в новостях.
В 16 лет Хадиджа ас-Салами выиграла стипендию для учёбы в Соединённых Штатах Америки, где она закончила старшую школу, а в 1983 году поступила в Женский колледж Маунт-Вернон в Вашингтоне, получив к 1986 степень бакалавра коммуникаций. Во время своей учёбы она познакомилась и подружилась с йеменским послом в США Яхьей аль-Мутавакилом. Эта дружба впоследствии помогла ей познакомиться с рядом влиятельных политиков Йемена и стать своей в его дипломатическом корпусе.
Вернувшись в Йемен с дипломом, Хадиджа не удержалась там надолго из-за трений с семьёй, переехав в том же году во Францию, где в 1987—1988 работала в йеменском посольстве сотрудницей по связям с общественностью. Позднее продолжила высшее образование второй ступени в Американском университете в Вашингтоне. Её работой на степень магистра искусств по кино- и телепроизводству стал документальный фильм «Женщины в Йемене», в производстве которого она исполнила одновременно как режиссёр, оператор и монтажёр.
В 1990 году она вышла замуж за американского журналиста Чарльза Хута, вернувшись вместе с ним во Францию, где Хадиджа работала на Radio Orient-Paris, а с 1993 года также в газетной журналистике. С 1994 года продолжила работу в посольстве Йемена во Франции на постах пресс-атташе и атташе по культуре, а также главы информационного центра при посольстве.
Параллельно дипломатической работе продолжила кинематографическую работу, создав несколько десятков документальных и образовательных фильмов для различных телеканалов и университетов Франции и США. Многие из её работ так или иначе связаны с положением женщины в исламском обществе. В 2012 году ушла с дипломатической работы, чтобы сосредоточиться на кино и документировании мусульманского женского движения.
Была членом жюри нескольких кинофестивалей.
В 2013 году с помощью мужа опубликовала свою автобиографию под названием The Tears of Sheba.
В 2016 сняла фильм «Амина», основанный на реальном судебном процессе. Женщину, выданную замуж в раннем возрасте, обвинили в убийстве мужа и приговорили к смертной казни, отложенной до окончания грудного вскармливания её ребёнка. Хадиджа ас-Салами не только сняла фильм о судьбе Амины, но и добилась у президента Йемена Али Салеха помилования для неё.
За свою творческую и дипломатическую деятельность была удостоена ряда наград, в частности:
- В 2005 — номинирована на молодёжную премию Фестиваля азиатского кино в Весуле (Франция) за фильм Les femmes et la démocratie au Yémen (2003);
- В 2006 — выиграла молодёжную премию этого фестиваля за фильм Une étrangère dans sa ville (2005) и удостоена серебряной премии Международного кинофестиваля в Дубае в категории «Лучший документальный фильм» за ленту Amina (2006);
- В 2007 — была награждена правительством Франции орденом Почётного легиона[1][2][3][4];
- В 2011 — была награждена Министерством культуры и коммуникаций Франции орденом Искусств и литературы[2][4][7];
- В 2014 — удостоена премии Международного кинофестиваля в Дубае в категории «Лучший художественный фильм» за ленту I Am Nojoom, Age 10 and Divorced.

## Фильмография
- 1991 — Hadramaout: Crossroads of Civilizations
- 1994 — Le pays suspendu
- 1995 — Women of Islam
- 1997 — Land of Sheba
- 2000 — Yemen of a Thousand Faces
- 2003 — Les femmes et la démocratie au Yémen / Women and Democracy in Yemen (документальный фильм) — режиссёр, автор сценария, звукорежиссёр
- 2005 — Une étrangère dans sa ville / A Stranger in Her Own City (короткометражный документальный фильм) — режиссёр, автор сценария, звукорежиссёр
- 2006 — Amina — режиссёр, автор сценария, продюсер, оператор
- 2010 — Destructive Beast (документальный фильм) — режиссёр, автор сценария, продюсер
- 2012 — Al Sarkha / The Scream (документальный фильм) — режиссёр, автор сценария, оператор
- 2013 — Killing Her Is a Ticket to Paradise (документальный фильм) — режиссёр, автор сценария, продюсер, оператор
- 2014 — I Am Nojoom, Age 10 and Divorced (художественный фильм) — режиссёр, автор сценария, оператор